# Яїр Лапід
Яїр Лапід (івр. יאיר לפיד; нар. 5 листопада 1963, Тель-Авів) — ізраїльський політик, журналіст, письменник, драматург і державний діяч. Прем'єр-міністр Ізраїлю з 1 липня до 29 грудня 2022 року, засновник і голова партії Єш Атід. Міністр закордонних справ Ізраїлю (2021—2022).
Ще під час перебування міністром закордонних справ підтримав Україну після російського вторгнення та продовжив це робити після того, як став прем'єр-міністром держави[джерело?].

## Біографія
Народився в Тель-Авіві в сім'ї уродженця Сербії письменника і журналіста угорського походження Йосефа (Томі) Лапіда (при народженні Томіслав Лампел) і уродженки Підмандатної Палестини письменниці-драматургині Шуламіт Лапід (до шлюбу Гіладі). Дитинство Лапіда минуло в Тель-Авіві та Лондоні.
Починав як військовий кореспондент. З 1988 р. працював репортером і колумністом почергово в двох найбільших ізраїльських газетах, «Єдіот Ахронот» і «Маарів». З 1994 р. постійно працював телеведучим. Автор семи книг прози. 2006 р. широкий резонанс отримала його п'єса «Правильний вік».
Одружений вдруге з журналісткою та письменницею Ліхі Лапід, з якою познайомився під час проходження резервіста служби в редакції армійської газети «Ба-Махане». Від цього шлюбу має сина і дочку. У Лапіда також є син від першого шлюбу.
Сестра Яїра Лапіда, Міхаль, загинула в автокатастрофі 1984 року.
У Лапіда немає шкільного атестата зрілості. 2011 року його прийняли в докторантуру в університеті імені Бар-Ілана на кафедрі культурології. Його взяли за «досягнення в сфері літератури і журналістики». Після скандалу, що спалахнув, Лапід призупинив здобуття вченого ступеня.

## Політична діяльність
8 січня 2012 Яір Лапід оголосив про звільнення з Другого каналу ІТВ для початку політичної кар'єри. 15 квітня 2012 стало відомо назву нової політичної партії Яіра Лапіда: «Єш Атід» («Є майбутнє»). 29 квітня Лапід подав офіційну заяву про реєстрацію партії.
На виборах до Кнесету 22 січня 2013 партія Лапіда здобула 19 місць зі 120 у парламенті, утворивши другу за величиною фракцію. Унаслідок цього 15 березня Лапід обійняв посаду міністра фінансів в коаліційному уряді Беньяміна Нетаньягу.
З 13 червня 2021 до 29 грудня 2022 року перебував на посаді міністра закордонних справ Ізраїлю в уряді, з 1 липня до 29 грудня 2022 року — Прем'єр-міністр Ізраїлю.

## Опубліковані роботи
- Двомісний Керівник: трилер (1989)
- Тінь Йоава: дитяча книга (1992)
- Гра Людини: роман (1993)
- Ельба — Історія лицаря: дитяча книга (1998)
- Шоста загадка: трилер (2001)
- Стояли в ряд: збір газетних колонок (2005)
- Друга жінка: трилер (2006)
- Захід сонця у Москві: трилер (2007)
- Спогади після моєї смерті: Роман (2010)